# 呂運虔
呂運虔（韓語：여운건，1934年—），韓國軍官。
毕业于光州高等學校，韩国陸軍士官學校（13期）。历任第15師團長陸軍少將，合同參謀本部作戰局長，第7軍團長陸軍中將，特命檢閱團長，大韓製糖協會會長。韩国民族史硏究會會長，著有《民族史研究1，2卷》《科學明摆着的我们 古代史》等書。